# Embajada de Marruecos en España
La Embajada de Marruecos en España es la máxima misión diplomática del Reino de Marruecos en España. Su sede actual se encuentra en el barrio de El Viso de la ciudad de Madrid.

## Embajador
La actual embajadora es Karima Benyaich, quien fue nombrada el 25 de junio de 2017.

## Lista de embajadores de Marruecos
| imagen                   | Embajador              | Fecha de nombramiento    | Fecha de presentación de las cartas credenciales | Fecha de fin de misión  | Reyes de Marruecos         | Jefes de Estado  |
| ------------------------ | ---------------------- | ------------------------ | ------------------------------------------------ | ----------------------- | -------------------------- | ---------------- |
|                          | Ahmed al-Ghazzal       |                          |                                                  |                         | Sidi Mohammed Ben Abdallah |                  |
|                          | Ibn Othman Al Maknassi | 1779                     |                                                  |                         | Sidi Mohammed Ben Abdallah | Carlos III       |
|                          | Abdelkrim Bricha       | 1895                     |                                                  |                         | Hassan I                   | Alfonso XIII     |
| Después del Protectorado |                        |                          |                                                  |                         |                            |                  |
|                          | Abdelkhalek Torres     | 1956                     |                                                  |                         | Mohamed V                  | Francisco Franco |
|                          | Mohammed Aouad         | 15 de abril de 1957      |                                                  |                         | Mohamed V                  | Francisco Franco |
|                          | Tayeb Bennouna         | 7 de julio de 1958       | 16 de julio de 1958                              | 5 de septiembre de 1961 | Mohamed V/Hassan II        | Francisco Franco |
|                          | Ahmed Laraki           | 1 de noviembre de 1961   |                                                  |                         | Hassan II                  | Francisco Franco |
|                          | Mohammed ben Mizzian   | 1966                     |                                                  | 11 de julio de 1967     | Hassan II                  | Francisco Franco |
|                          | Abdellah Chorfi        | 1 de agosto de 1967      |                                                  |                         | Hassan II                  | Francisco Franco |
|                          | Ahmed Laraki           | 1969                     |                                                  |                         | Hassan II                  | Francisco Franco |
|                          | Abdellatif Jatib       | 2 de abril de 1973       |                                                  |                         | Hassan II                  | Francisco Franco |
|                          | Abdellatif Filali      | 1974                     |                                                  | abril de 1978           | Hassan II                  |                  |
|                          | Maati Jorio‘           | 25 de septiembre de 1978 |                                                  |                         | Hassan II                  | Juan Carlos Ier  |
|                          | Abdelhafid Kadiri      | 1985                     |                                                  |                         | Hassan II                  | Juan Carlos Ier  |
|                          | Azzedine Guessous      | 1 de junio de 1986       |                                                  |                         | Hassan II                  | Juan Carlos Ier  |
|                          | Ali Ben Bouchta        |                          | 23 de septiembre de 1993                         | 15 de julio de 1999     | Hassan II                  | Juan Carlos Ier  |
|                          | Abdeslam Baraka        | 17 de febrero de 2000    |                                                  |                         | Mohamed VI                 | Juan Carlos Ier  |
|                          | Omar Azziman           | 22 de noviembre de 2004  | 20 de diciembre de 2004                          | 2 de febrero de 2010    | Mohamed VI                 | Juan Carlos Ier  |
|                          | Ahmed Ould Souilem     | 2 de enero de 2010       | 24. de noviembre de 2010                         | diciembre de 2013       | Mohamed VI                 | Juan Carlos Ier  |
|                          | Fadel Benyaich         | 12 de febrero de 2014    | 9 de avril de 2014                               |                         | Mohamed VI                 | Juan Carlos Ier  |
|                          | Karima Benyaich        | 25 de junio de 2017      | 6 de junio de 2018                               |                         | Mohamed VI                 | Felipe VI        |

## Consulados
Existen doce consulados generales en España, situdos en las ciudades de:
- Algeciras (consulado general)
- Almería (consulado general)
- Barcelona (consulado general)
- Bilbao (consulado general)
- Gerona (consulado general)
- Las Palmas de Gran Canaria (consulado general)
- Madrid (consulado general)
- Palma de Mallorca (consulado general)
- Murcia (consulado general)
- Sevilla (consulado general)
- Tarragona (consulado general)
- Valencia (consulado general)

## Galería

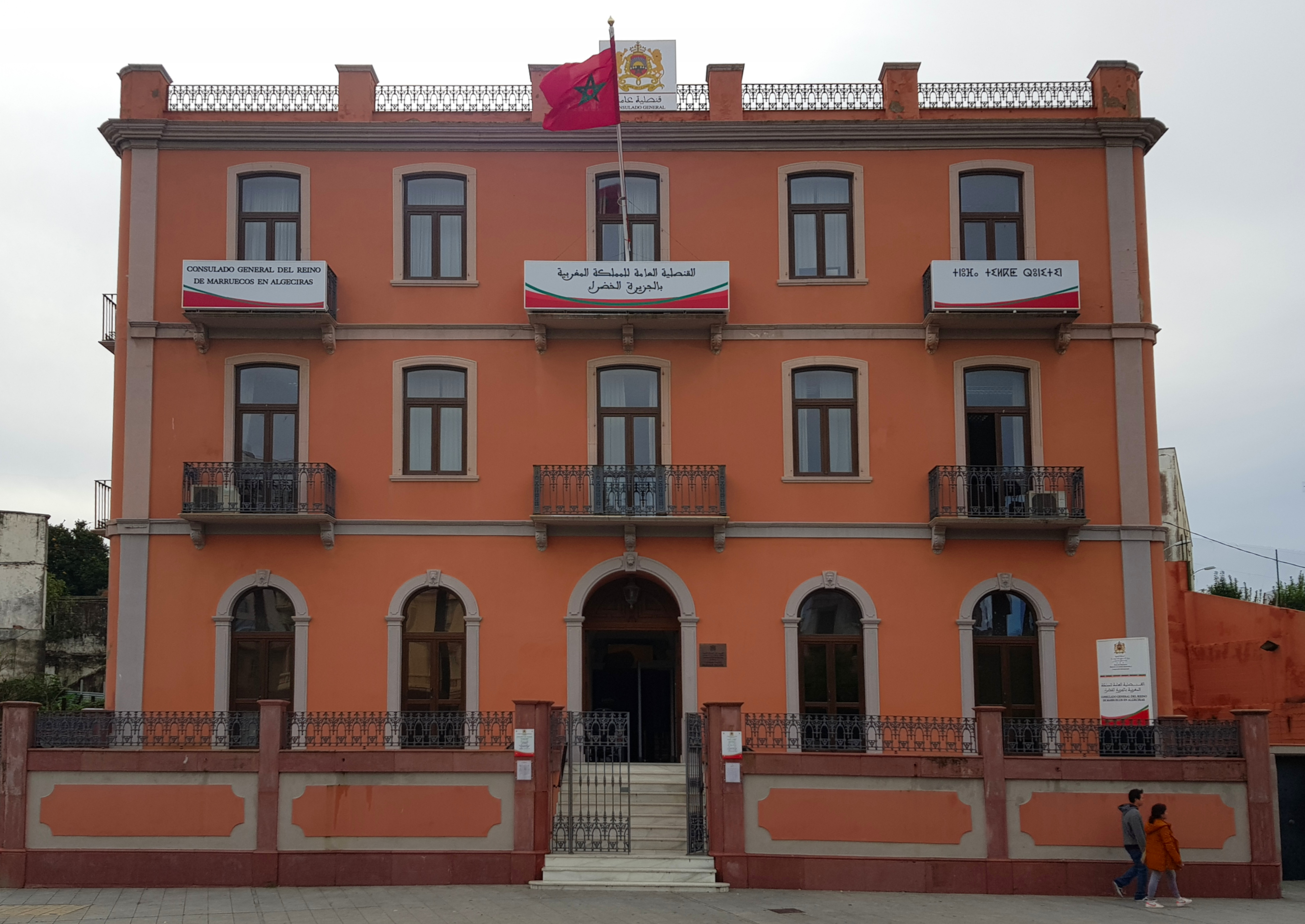
Consulado general de Marruecos en Algeciras
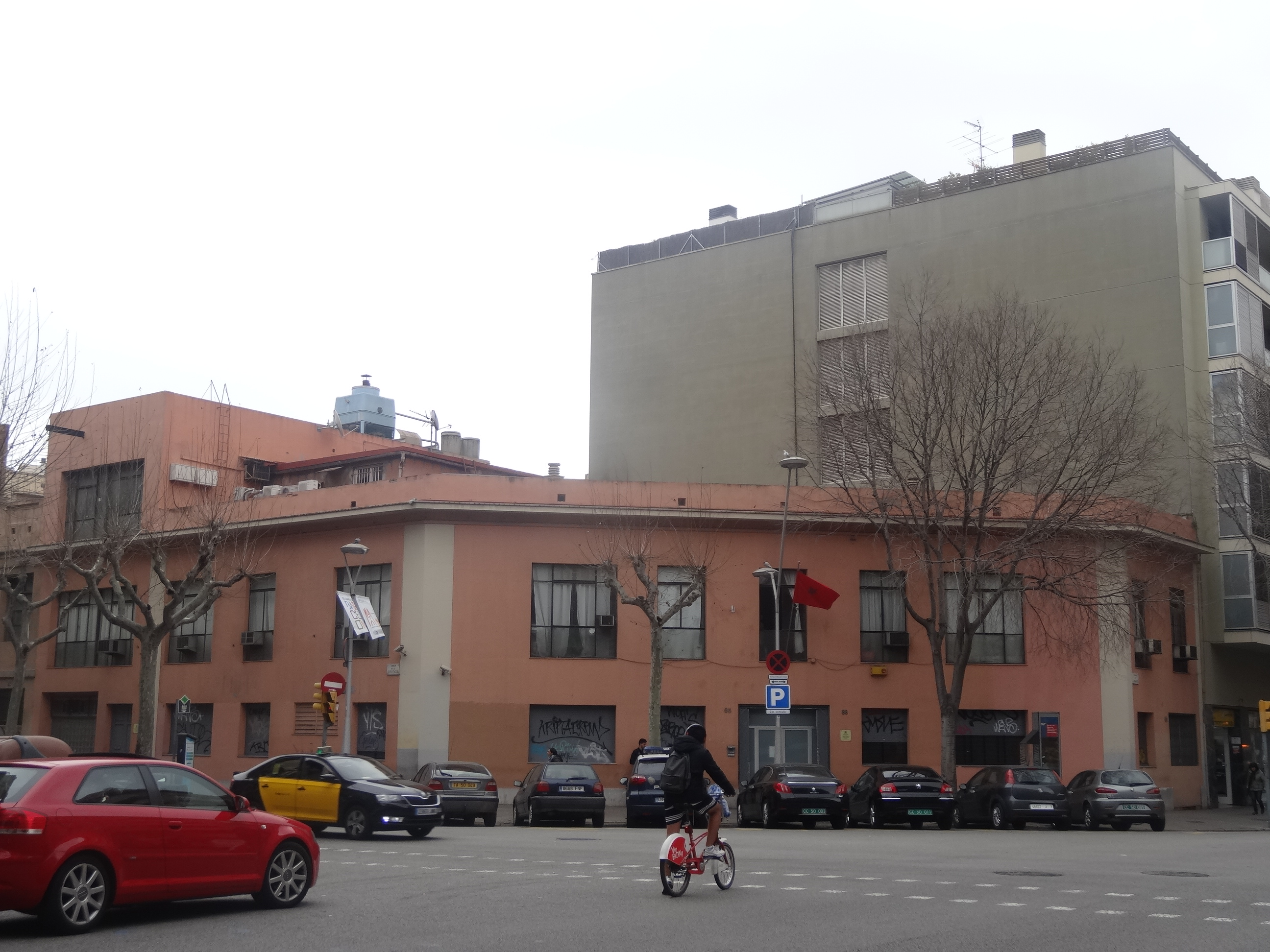
Consulado general de Marruecos en Barcelona